# Gleb Svjatoslavič di Černihiv
Gleb Svjatoslavič, battezzato con il nome di Pacomio (in russo Глеб Святославич?; 1168 circa – 1219 circa), fu principe di Kolomna (1179), Kanev (prima del 1192-1194), Belgorod (1205-1206), Pereyaslav (?) (1210-1212) e Černihiv (1212-prima del 1219).

## Biografia
Quartogenito del principe di Kiev Svjatoslav III Vsevolodovič e di Maria Vasilkovna, una probabile figlia di Vasilko di Polack, era fratello minore di Vsevolod Čermnyj. Era legato al ramo rjurikide degli Olgoviči, originario di Černihiv, che in quel frangente stava lottando per il predominio su Kiev con i Rostislavič, i cui esponenti più importanti erano i figli di Rostislav I Mstislavič. La prima menzione di Gleb avviene nel 1180, quando si recò a Rjazan' ad aiutare il principe locale Romano Glebovič dopo che questi era stato attaccato dal principe di Vladimir-Suzdal' Vsevolod III di Vladimir. Costui discendeva dal ramo Jur'evič dei Rjurikidi e gradualmente stava tentando di assumere sempre più potere rispetto al resto della dinastia, sia pur senza meditare sulla possibilità di sedere sul trono di Kiev (peraltro da lui brevemente occupato nel 1173). Evidentemente, Svjatoslav aveva incaricato Gleb per fargli acquisire esperienza sul campo, ma forse proprio la sua imperizia gli costò la cattura quando partì da Rjazan' alla volta della corte di Vsevolod III. Svjatoslav si infuriò quando apprese che Vsevolod aveva legato suo figlio in catene, ma non essendo delle condizioni di opporsi a Vsevolod o non volendolo, insorse apertamente contro i Rostislavič. La campagna che condusse nel 1181 si rivelò tuttavia improduttiva e non portò alla liberazione di Gleb, che continuò a languire in prigionia. Fu soltanto un anno dopo, quando Svjatoslav raggiunse un accordo con Rurik Rostislavič per la spartizione del potere sulla capitale e la susseguente costituzione di un duumvirato, che Vsevolod decise di lasciar andare Gleb. Il rilascio era stato garantito anche dalla promessa di Svjatoslav di rinunciare alle sue pretese su Novgorod, una scelta che costò agli Olgoviči la rinuncia a un prezioso possedimento.
Nel 1184, Gleb fu incaricato dal padre di partecipare a una campagna contro i poloviciani, intrapresa anche dal principe di Novhorod-Sivers'kyj Igor' Svjatoslavič e destinata a divenire famosa, in quanto attorno ad essa ruota la trama del poema epico noto come Canto della schiera di Igor'. La politica di rafforzamento dei legami familiari fu portata avanti con costanza da Rurik e Svjatoslav, come dimostrato dal matrimonio che era stato combinato per Gleb nel 1183. In seguito, la partecipazione alle sontuose nozze che interessarono Rostislav Rurikovič, primogenito di Rurik, e Verkhuslava, figlia di Vsevolod III, dovettero sicuramente vedere anche la partecipazione di Gleb. Le relazioni però si deteriorarono e presto Svjatoslav cominciò a essere infastidito dal grande novero di possedimenti che i Rostislavič detenevano attorno a Kiev. Pertanto, cominciò a considerare l'idea di rivolgersi ad alleati esterni e strinse dei rapporti diplomatici con Béla III d'Ungheria, le cui mire espansionistiche si concentravano soprattutto sulla Galizia. Al fine di discutere meglio ogni questione, Gleb fu incaricato di viaggiare in Ungheria in gran segreto. Quando Rurik venne a saperlo, protestò vibratamente, ma Svjatoslav spiegò che si trattò di un'iniziativa privata di Gleb e la quiete tornò a regnare. Intorno al 1192, Gleb ricevette in gestione la città di Kanev. Pare che, avendogli assegnato l'incarico di salvaguardare il fronte locale contro le incursioni poloviciane,  Svjatoslav esonerò il figlio dall'esecuzione di campagne lontane.
Quando Svjatoslav morì nel 1194, Rurik rimase l'unico al potere su Kiev e decise di eseguire una ridistribuzione delle terre possedute dagli Olgoviči. Così Gleb, che nella linea genealogica era preceduto da ben tre fratelli, venne allontanato da Kanev. Nel frattempo Jaroslav II Vsevolodovič subentrò come principe più anziano tra gli Olgoviči e nominò i suoi nipoti Oleg e Gleb di presidiare Černihiv, considerati i contrasti insorti con Rurik Rostislavič. Negli anni successivi, i contrasti non si appianarono e Rurik provò ad accattivarsi il sostegno degli Olgoviči concedendo qualche possedimento, come fece quando gli assegnò Belgorod. La decisione, suffragata dal fratello maggiore Vsevolod Čermnyj, che ormai era divenuto il primo in linea di successione della sua famiglia, si doveva al fatto che Rurik era cognato di Gleb. Vsevolod Čermnyj occupò per breve tempo Kiev nel 1207; in quel momento, scavalcando le gerarchie, Gleb decise di occupare Černihiv e di impadronirsene. Rurik tuttavia una nuova volta al potere e Vsevolod decise di radunare una coalizione contro di lui assieme a Gleb e a Mstislav, rivelatasi però insufficiente. Nel 1208, Rurik verosimilmente morì e Vsevolod Čermnyj ne approfittò per insediarsi a Kiev, ridistribuendo subito dopo i possedimenti della sua famiglia e confermando la nomina di Gleb a Černihiv.
A partire dal 1215, quando ebbe luogo la morte di Vsevolod, Gleb subentrò a tutti gli effetti nel ruolo di principe di Černihiv senza esercitarlo in veste di reggente in sua vece. Negli anni successivi, Gleb coltivò rapporti costruttivi con colui che divenne il principale esponente dei Rostislavič, Mstislav Mstislavič, tanto da aiutarlo quando questi condusse una campagna in Galizia nel 1219 contro gli ungheresi. Nel 1220, i lituani condussero diversi saccheggi spingendosi fino alle campagne di Černihiv. Poiché il comando delle truppe che si occupò di respingerli fu assegnato a Mstislav, si immagina che Gleb morì grosso modo in quel frangente.

## Discendenza
All'inizio del 1183, Gleb sposò Anastasia Rurikovna, figlia di Rurik Rostislavič. Da lei ebbe un numero insicuro di figli. A parte Mstislav, di Eufemia gli studiosi hanno immaginato fossero state compiute delle trattative in vista di un matrimonio tra lei e un figlio dell'imperatore bizantino Isacco II Angelo, molto probabilmente Alessio. Queste nozze, in realtà, non ebbero effettivamente luogo ed ogni scambio diplomatico sembra non essere ufficialmente; per altro, in quel momento Gleb era rimasto vedovo e quindi sarebbe stato insolito riservare priorità alla figlia e non a lui. È probabile che le motivazioni alla base del viaggio di Gleb in Ungheria nel 1188 possano essere in qualche modo collegate alla vicenda. Sugli altri ipotetici figli si nutrono incertezze.